# ピーター・シス
ピーター・シス（Peter Sís, Petr Sís, 1949年5月11日 - ）は、チェコスロバキア出身でアメリカ合衆国の絵本作家、イラストレーター。
アニメーション制作者としてキャリアを開始したシスは、ロサンゼルスオリンピックにおける東欧諸国のボイコットに対して、帰国を拒否し、アメリカへと移住した。
イラストレーターとしての児童文学への永続的な寄与により、2012年に国際アンデルセン賞画家賞を受賞した。

## 経歴
チェコスロバキアが1948年の政変によってソ連型社会主義国となった翌年に、モラヴィア地方の都市ブルノにて3人兄妹の長男として生まれ、プラハで育つ。両親はともに芸術家であり、特に映像作家である父親のヴラジミール・シスは、生涯にわたってシスに大きな影響を与えた。
表現の自由が奪われ、検閲も厳しい環境下であったが、10代の頃はアレン・ギンズバーグのビート詩やロックンロール（特にビートルズ、ビーチボーイズ、ローリング・ストーンズ）などの西洋文化に興味を持つ。
- 1968年、プラハ美術工芸学校に進学し、アニメーション科を専攻。アニメーション作家であるイジー・トルンカの生徒に選ばれるが、友人と交換してアドルフ・ホフマイステル、次いでミロスラフ・ヤーグルのクラスに入る。 在学時は、ソビエト連邦軍を賞賛する作品を作るよう強要されるが、機転を効かせてかいくぐる[3]。同年年、プラハの春と呼ばれる改革運動が、ソビエト連邦軍のチェコスロバキアへの侵攻により潰され、育った街が「ソ連の戦車だらけ」[3]になる様を経験する。 また在学時には、ラジオ番組への出演やロック誌への寄稿をおこない、1969年にビーチ・ボーイズがプラハ公演を行った際には、会場のМＣを務めた。

- 1974年、卒業制作としてアニメーション作品「擬態」を制作。卒業後、2年の兵役に就く。

- 1975年、西側の文化は禁止され、西側のラジオ放送は妨害、だれもがソ連体制に忠誠を誓わなければならない「正常化」の時代下において、プロとして初の仕事を得た。仕事内容は、ポップ歌手カレル・チェルノフのアルバム「空港」のカバー絵である。文化省、内務省へ絵の適性を問い合わせ、結果許可が降りた作品。

- 1977年、プロとして最初のアニメーション作品「6000個の目覚まし時計の島」を発表。 同年ロンドンのロイヤル・カレッジ・オブ・アートに留学。クェンティン・ブレイクに師事する。 同年、祖国で、著名な芸術家がプラハ国立劇場に招待（のち監禁）され、「ソ連軍への友愛協力」を支持する文書に署名するよう命じられる。映像作家である父ヴラジミールは入院中で参加できなかったため安堵する。

- 1980年、短編アニメーション「頭」がベルリン国際映画祭アニメーション部門で金熊賞を受賞[4]。

- 1982年、チェコ・アニメの代表としてロサンゼルスオリンピックのアニメーションを制作するため渡米。

- 1983年、ソ連および東欧諸国のオリンピックボイコットにより、帰国を迫られるがそれを拒否し、アメリカへ単身亡命。

- 1984年、父ヴラジミールの友人でもある映画監督ミロシュ・フォルマンより『アマデウス』のポスターを依頼される。

- 1989年5月、アメリカ市民権を取得。同年11月7ベルリンの壁崩壊後、プラハの家族と再会する。

- 1990年、映画プロデューサーのテリー・ライタと結婚。後に一男一女をもうける。

- 1996年、「ピーター・シス：時の夢想人」展がモントルイユにて開催。

- 1997年、「ピーター・シスの魔法の世界」展がプラハ城にて開催。

- 2004年、「マドレンカ」シリーズがTVアニメとして放送される。

- 2012年、長年の功績により、国際アンデルセン賞画家章を受章

- 2019年6月、「ピーターシス　オデッセイアの絵本」展がエリック・カール絵本美術館で開催。同年9月、プラハのDOXギャラリーで「フライングと他の夢について」が開催。

- 2021年、「ピーター・シスの闇と夢」展が練馬区立美術館で開催[5]。

## 日本語訳された作品
- 『身がわり王子と大どろぼう』シド・フライシュマン作、谷口由美子訳、偕成社、1989年
- 『エレベーターのおきゃくさま』おおつきみずえ訳、偕成社、1991年
- 『夢を追いかけろ -クリストファー・コロンブスの物語-』吉田悟郎訳、ほるぷ出版、1992年
- 『コモドっ!』二宮由紀子訳、ブックローン出版、1994年
- 『オーシャンワールド』ブックローン出版、1995年
- 『ドラゴンたちは今夜もうたう』ジャック・プリラツキー作、小野耕世訳、偕成社、1995年
- 『ずーっとしあわせ』二宮由紀子訳、ブックローン出版、1996年
- 『ビーチボール』ブックローン出版、1996年
- 『十三階の海賊たち』シド・フライシュマン作、谷口由美子訳、偕成社、
- 『星の使者 -ガリレオ ガリレイ-』原田勝訳、徳間書店、1997年
- 『マットくんのしょうぼうじどうしゃ』中川ひろたか訳、BL出版、1999年
- 『とおいとおい北の国のちいさなほら話』松田素子訳、BL出版、2000年
- 『マットくんのトラックトラック』中川ひろたか訳、BL出版、2000年
- 『マットくんのふねふねヤッホイ!』中川ひろたか訳、BL出版、2000年
- 『マットくんのきょうりゅうだ!』BL出版、2001年
- 『マドレンカ』松田素子訳、BL出版、2001年
- 『わたしはバレリーナ』松田素子訳、BL出版、2002年
- 『さあ、羽をあげるよ』ジャック・タラヴァン文、いしづちひろ訳、BL出版、2003年
- 『マドレンカのいぬ』松田素子訳、BL出版、2004年
- 『三つの金の鍵 -魔法のプラハ-』柴田元幸訳、BL出版、2005年
- 『生命の樹 -チャールズ・ダーウィンの生涯-』原田勝訳、徳間書店、2005年
- 『どうしてかわかる?』ジョージ・シャノン文、福本友美子訳、晶文社、2005年
- 『あたまをひねろう!』ジョージ・シャノン文、福本友美子訳、晶文社、2005年
- 『やっとわかったぞ!』ジョージ・シャノン文、福本友美子訳、晶文社、2005年
- 『かかし』シド・フライシュマン文、小池昌代訳、ゴブリン書房、2007年
- 『モーツァルトくん、あ・そ・ぼ!』きむらみか訳、徳間書店、2007年
- 『かべ -鉄のカーテンのむこうに育って-』福本友美子訳、BL出版、2010年
- 『マドレンカ サッカーだいすき!』松田素子訳、BL出版、2012年
- 『きみのすきなどうぶつなあに?』エリック・カールほか文、細江幸世訳、ポプラ社、2014年（共著）
- 『飛行士と星の王子さま -サン=テグジュペリの生涯-』原田勝訳、徳間書店、2015年
- 『ぼくはアイスクリーム博士』たなかあきこ訳、西村書店、2018年
- 『夢見る人』パム・ムニョス・ライアン作、原田勝訳、岩波書店、2019年
- 『ロビンソン』高柳克弘訳、偕成社、2020年
- 『ニッキーとヴィエラ　ホロコーストの静かな英雄と救われた少女』福本友美子訳、BL出版、2022年